# Hasarius adansoni
Hasarius adansoni é uma espécie do gênero Hasarius.

## Taxonomia
A espécie foi descrita em 1826 por Jean Victor Audouin.